# Juan Gundlach
Juan Cristóbal Gundlach (Marburg, 17 de julio de 1810-La Habana, 14 de marzo de 1896), nacido Johannes Christoph Gundlach Redberg, fue un naturalista cubano, nacido en Alemania.

## Biografía
Gundlach nació en Marburg an der Lahn, actual estado de Hessen. Se graduó en 1837 como Doctor en Filosofía en la Universidad de Marburgo, donde su padre era profesor de matemática y física. Aprendió taxidermia, por medio de un hermano, y la dominó extraordinariamente. Carlos Booth, un amigo cubano que regresaba a su patria después de concluir sus estudios en Alemania, lo invitó a pasar un tiempo en su casa en Cuba, donde podría hacer colectas.
El 4 de enero de 1839 llegó a la isla caribeña en compañía de Ludwig Karl Georg Pfeiffer y Carl Friedrich Eduard Otto. Vivió primeramente en la hacienda cafetalera “Fundador” a orillas del río Canímar de Matanzas, donde vivía la familia de su amigo Carlos Booth y luego en 1841 se mudó a la hacienda cafetalera “El Refugio” de San Juan, lugar cerca de Cárdenas. Allí, en 1844, colectó una de las aves más asombrosas de Cuba y la más pequeña del mundo, el zunzuncito o pájaro mosca, que denominó Calypte helenae, en honor de Helena, la esposa de Booth, muerta en una epidemia de cólera del año 1850. Las anotaciones del descubrimiento las cedió a Juan Lembeye para que las publicara en su libro sobre las aves de Cuba. En enero de 1851, conoció a Simón de Cárdenas y Rodríguez, de quien se hizo gran amigo y quien le brindó su hogar, del que formó parte Gundlach desde 1855.
Fue un descriptor minucioso de la fauna cubana, de la que colectó y estudió insectos, moluscos, anfibios, reptiles, mamíferos y aves. Las colecciones de especímenes que reunió resultaron de un valor extraordinario y se convirtieron en un museo de historia natural en la localidad muy visitado en su época.
En Semana Santa de 1864, se traslada junto con sus colecciones al segundo piso de la enfermería del ingenio azucarero “La Fermina”, propiedad de Simón de Cárdenas y su señora Cecilia du Bouchet y Mendive, en el pueblo de Bemba, municipio de Jovellanos, provincia de Matanzas; allí residió por 20 años.
Viajó a Europa en 1866 por corto tiempo. También realizó en esos años varios viajes a Puerto Rico, donde investigó su fauna, el último de los cuales fue en 1875, regresando siempre a Cuba. En esa década tuvo que interrumpir sus viajes de colecta en Cuba por la Guerra independentista de los Diez Años.
Desde 1861 fue miembro de Mérito de la Real Academia de Ciencias Médicas, Físicas y Naturales de La Habana.
Desde 1865 fue Socio Corresponsal de la Sección de Ciencias Físicas y Naturales del Liceo de Matanzas. Fue también miembro de la Real Sociedad Económica de Amigos del País.
Conocía muy bien las colecciones entomológicas de Felipe Poey, y tuvo intercambios con científicos destacados de su época como Ignacio Bolívar, Juan Lembeye, Jacquelin Duval, Alejandro Lefevre, Herrich-Schaffer, Wilhelm Peters, Jean Cabanis y George Lawrence.
En 1882 conoce al doctor Carlos de la Torre y de la Huerta, otro gran naturalista cubano, quien era conservador del museo del Instituto de Segunda Enseñanza de La Habana, y quien lo recomienda ante el director de la institución, Fernando Reinoso, para formar una colección de ejemplares cubanos. Así en los años 1884, 1885, 1887 y 1888 Gundlach trabajó para ese Instituto. Para ayudar a la familia Diago-Cárdenas, que había sido su anfitriona durante tantos años y pasaba por su peor situación económica, decidió la venta de su formidable colección privada. La colección fue vendida en 1892 por 8000 pesos oro al Gobierno Colonial para ser guardada en el Instituto con la condición de que no debía dividirse y que no abandonara nunca Cuba. Todo el dinero recaudado lo entregó a Cecilia de Cárdenas y du Bouchet, Sra. de Enrique Diago y Zayas, diciéndole "Esto no me pertenece, es vuestro y aquí os lo dejo en la seguridad de que sabréis emplearlo con la misma elevación de miras e idéntica generosidad a la que habéis otorgado a este obrero de la ciencia, que se siente eternamente unido a vosotros por los lazos de la gratitud más sentida y del cariño más sincero". El 17 de julio de 1895 sus colecciones son ubicadas en las instalaciones del Instituto, quedando Gundlach con el cargo de conservador vitalicio del museo.
El 14 de marzo de 1896, atendido en todo momento por la Sra. de Cárdenas de Diago, muere después de 57 años de su llegada a Cuba, la que fue su patria adoptiva y donde cambió su nombre Johannes Christoph, al equivalente hispanizado Juan Cristóbal.

## Legado
Gundlach escribió el primer gran trabajo sobre las aves de Cuba, Ornitología Cubana y también otras obras importantes para la zoología cubana. Su nombre se registra en los nombres científicos de más de sesenta especies. Su colección entomológica cuenta con 80 cajas entomológicas de madera. Se guardan en ellas 5497 especímenes de 1705 especies, de 993 géneros, 163 familias, en nueve órdenes: Coleoptera, Lepidoptera, Hymenoptera, Diptera, Homoptera, Orthoptera, Odonata y Neuroptera. De esta colección existe un catálogo manuscrito por él con las descripciones de especies y otros detalles muy completos, incluyendo quienes fueron los descriptores del material, que en un 60 % son especies solo registradas en Cuba. Se lo considera a Gundlach como el iniciador en Cuba de la entomología agrícola. Una sección de su colección de insectos está integrada por himenópteros, coleópteros y lepidópteros perjudiciales a los cultivos.
Sus colecciones zoológicas pasaron en 1960 al museo Felipe Poey de La Habana, y luego al Instituto de Zoología (de la Academia de Ciencias de Cuba) el cual se integró en 1987 en el Instituto de Ecología y Sistemática. Allí se guardan las Colecciones Zoológicas de la Academia de Ciencias de Cuba (sus siglas CZACC), dentro de las cuales las de Gundlach constituyen colecciones históricas, aún íntegras.

## Homenajes
- En 1986, en el 90 aniversario de su muerte, Cuba emitió una serie de sellos (estampillas) postales en conmemoración de Gundlach.[4]
- En 1996, en el centenario de su muerte, Cuba emitió una hoja filatélica en conmemoración de Gundlach. Se representa con un dibujo del rostro de Juan C. Gundlach y el ave conocida como juan chiví (Vireo gundlachii), por valor de 1 peso cubano[4].  Curiosamente la impresión del nombre científico dice:  Vireo gundlachi, el cual es con dos "i".
- En el parque Alejandro de Humboldt ubicado en La Habana Vieja, se erige una escultura realizada por Pavel Valdés. Inaugurada el 17 de julio de 2010, con motivo del 200 aniversario del nacimiento de Juan Gundlach. La obra original representa la cabeza y los brazos de bronce de Gundlach emergiendo de bloques de hormigón decorados con relieves de aves e insectos, y sosteniendo un gran libro.[5][6]
- En su honor, el Dr. Agustín Stahl bautizó la especie de árbol "Cupey de Sierra" como Clusia gundlachii.

## Obra
- 1873. Catálogo de las aves cubanas
- 1875. Catálogo de los reptiles cubanos
- 1876, Ornitología Cubana
- 1877, Mamalogía Cubana
- 1880, Erpetología Cubana
- 1881. Apuntes para la fauna Puerto-Riqueña
- 1881, Contribución a la Entomología Cubana, (Tomo I). Lepidópteros[7]
- 1886, Contribución a la Entomología Cubana, (Tomo II). Himenópteros
- 1891, Contribución a la Entomología Cubana, (Tomo III). Neurópteros, coleópteros, ortópteros…
- 1893. Ornitología cubana ó Catálogo descriptivo de todas las especies de aves tanto indígenas como de paso anual o accidental observadas en 53 años

## Algunas especies descritas por Gundlach
Aves
- Corvus minutus Gundlach, 1852 - cao pinalero, cao ronco
- Geotrygon caniceps (Gundlach, 1852) - camao, azulona
- Myiarchus sagrae (Gundlach, 1852) - bobito grande
- Dendroica pityophila (Gundlach, 1855) - bijirita del pinar
- Teretistris fornsi Gundlach, 1858 - pechero
- Polioptila lembeyei (Gundlach, 1858) - sinsontillo
- Colaptes auratus chrysocaulosus Gundlach, 1858 - carpintero escapulario

Murciélagos
- Pteronotus quadridens quadridens  (Gundlach, 1840) - murciélago
- Erophylla sezekorni (Gundlach en Peters, 1860) – murciélago
- Phyllonycteris Gundlach en Peters, 1860 – género de murciélagos
- Phyllonycteris poeyii Gundlach en Peters, 1860 - murciélago
- Lasiurus pfeifferi (Gundlach en Peters, 1862) – murciélago
- Nycticeius cubanus (Gundlach en Peters, [1862]) - murciélago
- Tadarida brasilensis muscula (Gundlach en Peters, [1862]) – murciélago
- Macrotus waterhousei minor Gundlach en Peters, [1865] - murciélago

Reptiles y anfibios
- Cricosaura (Gundlach y Peters en Peters, 1863) – género de lagartijas nocturnas
- Cricosaura typica (Gundlach y Peters en Peters, 1863) - lagartija de hojarasca
- Amphisbaena cubana Gundlach y Peters en Peters, 1878 [1879] – culebrita ciega
- Tropidophis pardalis (Gundlach, 1840) - majacito
- Tropidophis semicinctus (Gundlach y Peters en Peters, 1865) - majacito
- Arrhyton vittatum (Gundlach y Peters, 1862) - jubito o culebrita
- Eleutherodactylus varians (Gundlach y Peters en Peters, 1864) - ranita

Insectos
- Brachymesia herbida Gundlach, 1888 - libélula
- Enallagma truncatum (Gundlach, 1888) - libélula
- Gynacantha ereagris Gundlach, 1888 – libélula
- Lestes scalaris Gundlach, 1888 – libélula
- Hypolestes Gundlach, 1888 – género de libélulas
- Hypolestes trinitatis Gundlach, 1888 - libélula

Moluscos
- Cerion proteus (Gundlach 1860) – caracol terrestre

## Algunas especies nombradas en honor a Gundlach
Aves
- Vireo gundlachii Lembeye, 1850 - juanchiví, ojón, chichinguaco
- Buteogallus gundlachii (Cabanis, 1854 [1855]) - gavilán batista, gavilán cangrejero
- Mimus gundlachii Cabanis, 1855 - sinsonte prieto, sinsonte carbonero
- Chordeiles gundlachi Lawrence, 1857 - querequeté
- Accipiter gundlachi Lawrence, 1860 - gavilán colilargo
- Dendroica petechia gundlachi S. F. Baird, 1865 - canario de manglar o bijirita amarilla
- Quiscalus niger gundlachii Cassin, 1867 - chichinguaco o hachuela
- Colaptes auratus gundlachi Cory, 1886 - carpintero escapulario

Otros vertebrados:
- Bufo gundlachi Ruibal, 1959 - sapito caribeño de Gundlach
- Eleutherodactylus gundlachi Schmidt, 1920 - ranita
- Anolis gundlachi Peters, 1876 - lagartija de Puerto Rico
- Ctenonotus gundlachi (Peters, 1876) - lagartija de pañuelo amarillo
- Anolis juangundlachi Garrido, 1975 - lagartija de Cuba
- Mysateles prehensilis gundlachi (Chapman, 1901) - jutía carabalí (roedor)
- Capromys pirolides gundlachianus Varona, 1983 - jutía conga (roedor)

Insectos:
- Temnothorax gundlachi (Wheeler, 1913) - hormiga de Cuba
- Strumigenys gundlachi (Roger, 1862) - hormiga de Cuba
- Camponotus gundlachi Mann, 1920 - hormiga
- Parides gundlachianus (Felder y R. Felder, 1864) - mariposa endémica de Cuba
- Strymon bazochii gundlachianus (Bates, 1935) - mariposa pequeña de lantana
- Xylophanes gundlachii (Herrich-Schffer, 1863) - mariposa nocturna de Cuba
- Cyrtoxipha gundlachi Sausure, 1874 - grillo
- Chrysopa gundlachi Navás, 1924 - Neuroptera
- Ptesimogaster gundlachi (Cresson, 1865) - Hymenoptera
- Macronema gundlachi Banks, 1924 - Trichoptera
- Leptostylopsis gundlachi (Fisher, 1925) – coleóptero cerambícido
- Sephina gundlachi (Guérin-Méneville, 1857) - hemíptero

Otros invertebrados:
- Neaxiopsis gundlachi (Von Martens, 1872) - langostino
- Palinurellus gundlachi Von Martens, 1878 - langosta caribeña peluda
- Anadenobolus arboreus gundlachi (Karsch, 1881) - milpiés
- Guppya gundlachi (Pfeiffer, 1839) – caracol terrestre
- Gundlachia Pfeiffer, 1849 - género de caracoles terrestres
- Nephronaias gundlachi (Dunker, 1858) - caracol terrestre
- Crassispira gundlachi (Dall and Simpson, 1901) - caracol marino

Plantas
- Clusia gundlachii Stahl - enredadera de Clusiaceae endémica de Puerto Rico
- Gundlachia  Gray, 1880 - género de plantas Asteraceae
- Coccothrinax gundlachii León, 1939 - especie botánica de palma

## Abreviatura (zoología)
La abreviatura Gundlach  se emplea para indicar a Juan Gundlach como autoridad en la descripción y taxonomía en zoología.